# Vlny
Vlny (internationaler englischsprachiger Titel Waves, beides für „Wellen“) ist ein Historiendrama und ein Politthriller von Jiří Mádl. Im Zentrum des Films stehen zwei Brüder, gespielt von Vojtěch Vodochodský und Ondřej Stupka. Der Film ist eine tschechisch-slowakische Koproduktion, spielt im Vorfeld und während des Prager Frühlings und erzählt die Geschichte einer Gruppe von Journalisten, die trotz staatlicher Zensur und Schikanen durch die Geheimpolizei versuchen, die Bevölkerung mit unabhängigen Nachrichten zu versorgen. Vlny feierte Anfang Juli 2024 beim Internationalen Filmfestival Karlovy Vary seine Premiere und kam Mitte August 2024 in die tschechischen Kinos. Vlny wurde von Tschechien als Beitrag für die Oscarverleihung 2025 als bester Internationaler Film eingereicht.

## Handlung
Damit sein 17-jähriger Bruder Pavel weiter zur Schule gehen kann, arbeitet sein älterer Bruder Tomáš und übernimmt auch ansonsten die Verantwortung für ihn. Ihre Eltern sind beide gestorben. Eher zufällig bekommt Tomáš einen Job als Techniker beim Tschechoslowakischen Rundfunk, wo er für eine Gruppe von Journalisten arbeitet, die sich der Integrität verschrieben haben und sich der Zensur der Kommunistischen Partei widersetzen. Zu diesen Männern und Frauen gehören Milan Weiner, Jiří Dienstbier, Věra Šťovíčková, Jan Petránek und Luboš Dobrovský.
Tomáš ist bei seiner neuen Arbeit von Menschen umgeben, die Dinge wissen, von denen er keine Ahnung hatte, die viele Sprachen sprechen und die sich bei der journalistischen Arbeit ganz auf die Wahrheit fokussieren.

## Biografisches

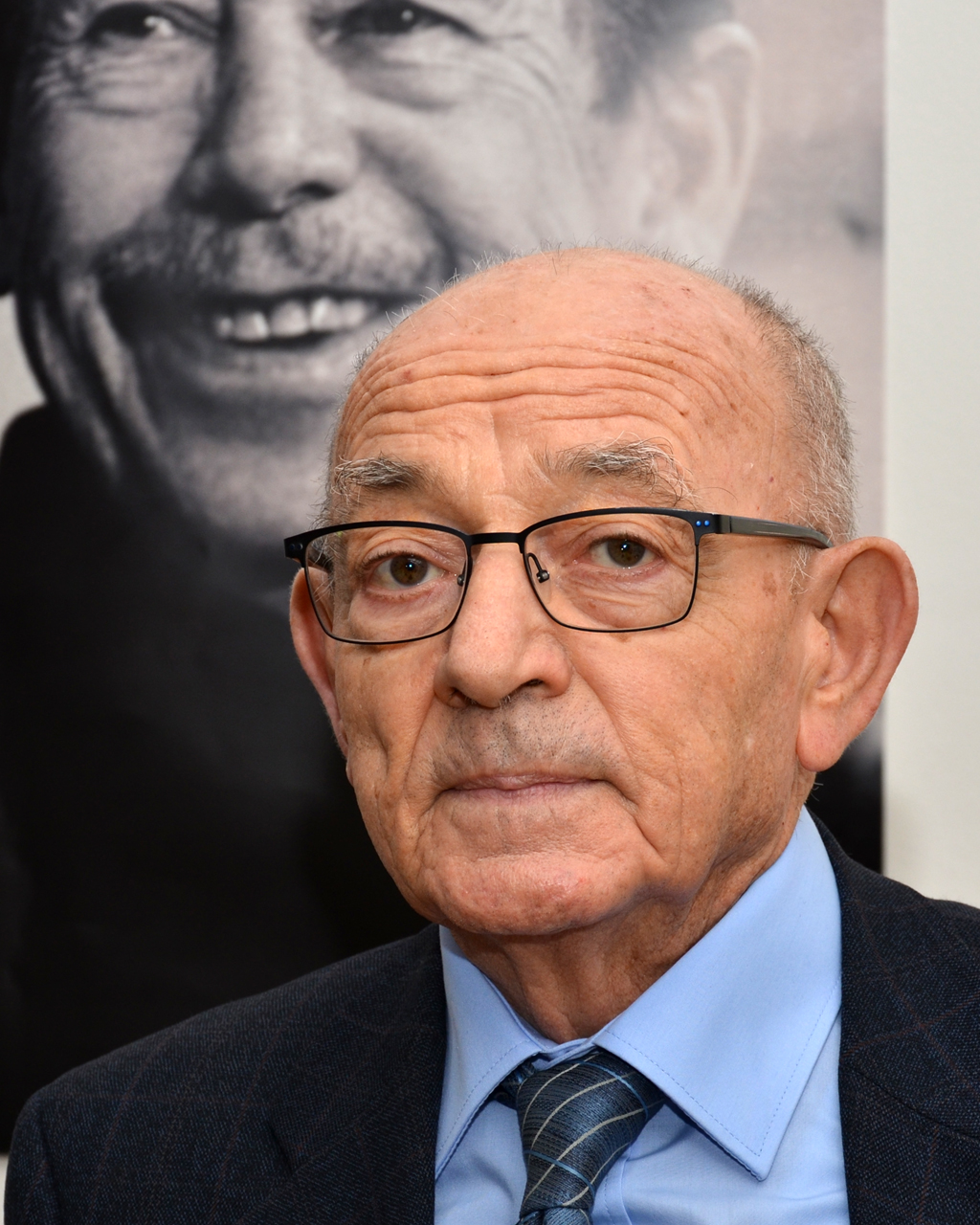
Luboš Dobrovský war Journalist des Tschechoslowakischen Rundfunks

In Vlny werden mehrere Mitglieder der Redaktion „Internationales Leben“, dem Auslandsbüro des Tschechoslowakischen Rundfunks, während der Zeit des Prager Frühlings porträtiert. Der im Januar 2011 verstorbene Jiří Dienstbier, der im Jahr 1989 der erste Außenminister der Tschechoslowakei der postkommunistischen Ära wurde, gehörte zu dieser Gruppe, ebenso die Radiojournalistin Věra Šťovíčková und der im Januar 2020 verstorbene Luboš Dobrovský, ein Klassenkamerad von Dienstbier, der später Verteidigungsminister wurde.
Ihr Kollege Milan Weiner war bereits 1969 an den Folgen eines Gehirntumors verstorben. Wie Dobrovský war auch Weiner Jude und lehnte die staatliche Zensur im Radio entschieden ab. Er forderte zudem, dass ihre internationale Nachrichtenredaktion mindestens einmal am Tag um 21:45 Uhr ihre eigenen unzensierten und kommentierten Nachrichten präsentieren könne, die sie von der Agentur Reuters erhielten. In den frühen Morgenstunden des 21. August 1968 hatte Radio Prag schließlich sein laufendes Programm unterbrochen. Die Sprecherin verlas mit erregter Stimme die Eilmeldung, dass kurz vor Mitternacht Truppen des Warschauer Paktes die Staatsgrenze der Tschechoslowakei überschritten haben. Der Sendebetrieb wurde bis fünf Tage nach dem Einmarsch aufrechterhalten.
Karel Hoffmann, ein Politiker der Kommunistischen Partei KSČ, der unter anderem zwischen 1967 und 1968 Minister für Kultur und Information und hiernach Minister für Post und Telekommunikation war, soll zusammen mit 39 anderen führenden Persönlichkeiten den sogenannten „Einladungsbrief“ unterzeichnet haben, in dem diese den Einmarsch der Truppen des Warschauer Paktes zur Niederschlagung des Prager Frühlings im August 1968 erbeten haben.

## Produktion

### Regie, Drehbuch und Filmmusik
Regie führte der Tscheche Jiří Mádl, der auch das Drehbuch schrieb. Er ist der Bruder des Spezialeffektekünstlers Jan Mádl. Im Jahr 2011 absolvierte er einen Kurs im Drehbuchschreiben an der New York Film Academy. Zwischenzeitlich schrieb der als Schauspieler bekannte Mádl auch Drehbücher für das Theater, für Fernsehserien und für mehrere Filme von Milos Smídmajer. In seinem Spielfilmdebüt Ab ans Meer! von 2014 ging es um einen Jungen, dessen großer Wunsch es ist, ein Filmemacher wie Miloš Forman zu werden. In seiner zweiten Regiearbeit Na strese von 2019 spielte Alois Švehlík einen einsamen Professor im Ruhestand, der gegenüber allen und jedem verbittert ist. Für beide Filme hatte Mádl beim Český lev sowohl für die Regie als auch seine Drehbücher Nominierungen erhalten. Vlny ist sein dritter Spielfilm.

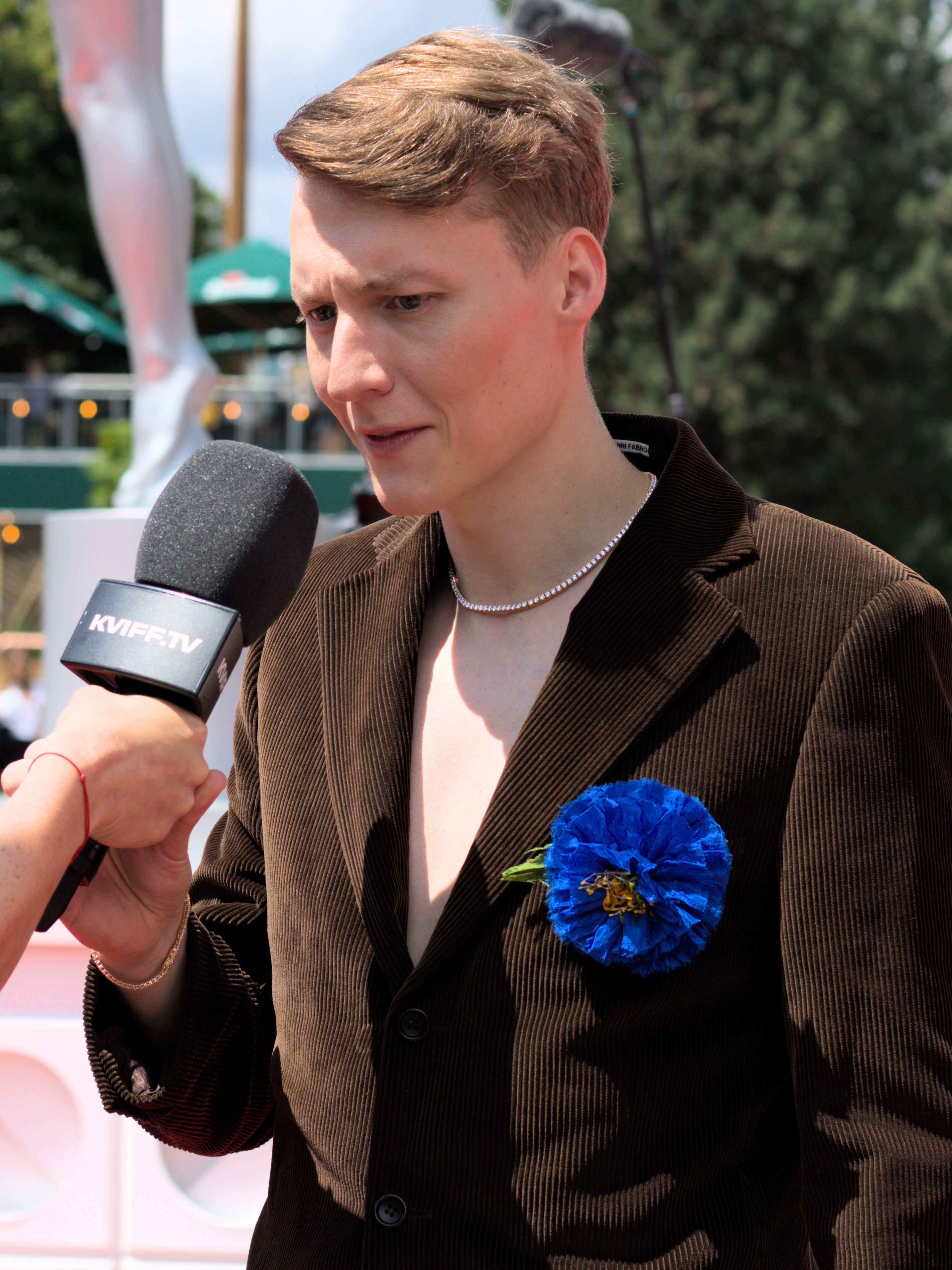
Vojtěch Vodochodský spielt Tomáš Havlík

Über seinen Protagonisten Tomáš sagte der Regisseur, als Bruder und Elternfigur und eine Person, die von der Geschichte mitgerissen wird, sei er jemand, mit dem man sich leicht identifizieren könne. Mádl verwendete für Vlny auch historisches Filmmaterial und kombinierte dieses mit für den Film gedrehten Szenen. Die Idee für diesen Ansatz hatte er sich von Peter Jacksons nachbearbeiteten Dokumentarfilm They Shall Not Grow Old über den Ersten Weltkrieg abgeschaut. Mádl lässt seinen Film mit Bildern von Josef Stalin und der Sowjetunion beginnen, untermalt mit dem Voice-over „Die Sowjetunion hält die osteuropäischen Länder unter ihrer Kontrolle“.
Seit seiner Kindheit ist der Regisseur vom Radio fasziniert. Vlny ist eine Hommage an die Arbeit der Redakteure. Mádl stützte sich bei dem Film auf die Erinnerungen von Zeitzeugen, darunter den Journalisten Jan Petránek und insbesondere Věra Štovíčková, von der er Dinge erfahren hatte, die sich nicht in Lehrbüchern finden. Beide waren Ende der 1960er Jahre in der Redaktion „Internationales Leben“ tätig, für die damals auch Karel Jezdínský, Dobrovský und Dienstbier arbeiteten.
Die Filmmusik komponierte der Brite Simon Goff. Der Grammy-Preisträger arbeitete in der Vergangenheit mit der Isländerin Hildur Guðnadóttir zusammen und war zuvor für Filme wie Joker und We Have Never Been Modern und Fernsehserien wie Chernobyl tätig. Das Soundtrack-Album mit insgesamt 17 Musikstücken wurde Anfang November 2024 von der Plaza Mayor Company als Download veröffentlicht.

### Besetzung, Kostüme und Dreharbeiten

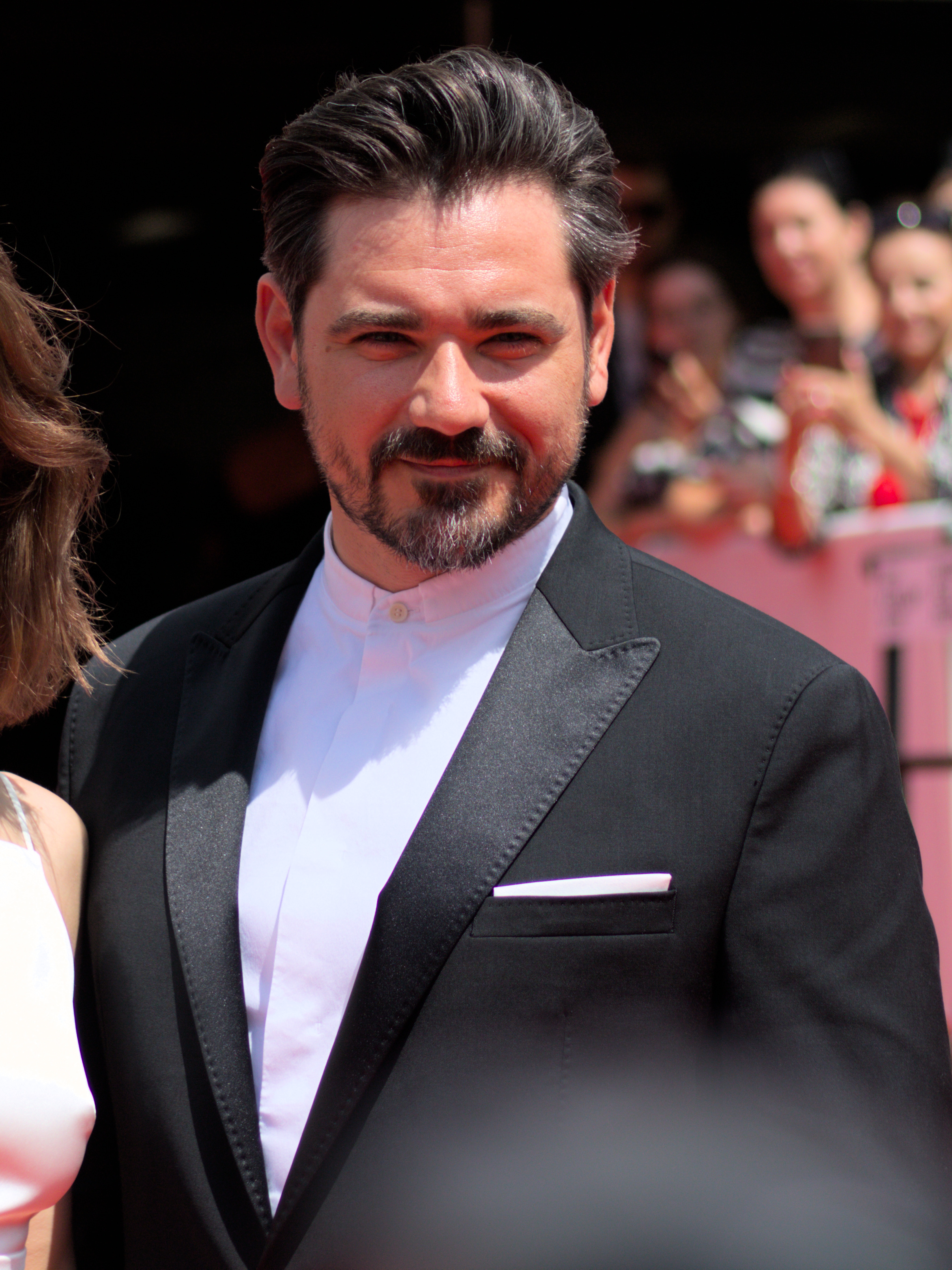
Vojtěch Kotek spielt den Journalisten Jiří Dienstbier

Vojtěch Vodochodský und Ondřej Stupka spielen die Brüder Tomáš und Pavel Havlík. Vodochodský war von 2016 bis 2018 in mehr als 50 Folgen der Fernsehserie Ohnivý kure zu sehen, spielte in Párty Hárder: Summer Massacre von Martin Pohl in einer Nebenrolle und war im gleichen Jahr in der Filmbiografie Arvéd von Vojtech Masek in seiner ersten Hauptrolle zu sehen. Mádl beschreibt Tomás als eine Mischung aus drei Menschen, über die er gelesen oder die er getroffen hatte und die Techniker waren. Tomás sollte ein durchschnittlicher Tschechoslowake sein, mit dem sich die Zuschauer identifizieren können. Stupka debütiert in dem Film als Schauspieler. Vojtěch Kotek und Martin Hofmann spielen die Journalisten Jiří Dienstbier und Luboš Dobrovský, Táňa Pauhofová ihre Kollegin Věra Štovíčková und Theo Jacques den Prager Musiker Waldemar Matuška. Stanislav Majer spielt Milan Weiner, den Chefredakteur der Redaktion von „Internationales Leben“. Außerdem finden sich Marika Šoposká als die Sekretärin Jarunka, Igor Bareš, Matyáš Řezníček und Jan Nedbal auf der Besetzungsliste. Letzterer war in dem ebenfalls in der kommunistisch regierten Tschechoslowakei spielenden Film  Bratři in der Rolle von einem der Brüder Mašín zu sehen.
Kostümbildnerin Katarína Štrbová Bieliková war zuvor für Filme wie Alma und Oskar von Dieter Berner, Charlatan von Agnieszka Holland und Tancuj, Matyldo von Petr Slavík tätig und wurde für ihre Arbeit vielfach ausgezeichnet.
Kameramann Martin Žiaran war zuletzt für Herec und den Märchenfilm Krakonos Geheimnis tätig.

### Marketing und Veröffentlichung
Der erste Trailer für Vlny wurde Ende Juni 2024 vorgestellt. Ebenfalls im Juni 2024 wurde ein von Dawson Films produziertes Musikvideo mit der Pop- und Rock-Sängerin Ewa Farna veröffentlicht, das Szenen aus Vlny verwendet und Themen des Films aufgreift. Die Premiere des Films fand am 1. Juli 2024 beim Internationalen Filmfestival Karlovy Vary statt. Der Kinostart in Tschechien war am 15. August 2024. Im Oktober 2024 wurde der Film beim Mill Valley Film Festival, beim Hamptons International Film Festival und beim Newport Beach Film Festival gezeigt. Im November 2024 wurde er beim Filmfestival Cottbus vorgestellt. Im Januar 2025 wurde Waves beim Palm Springs International Film Festival gezeigt und im Februar 2025 beim Santa Barbara Film Festival. Im April 2025 sind Vorstellungen beim Miami Film Festival geplant.

## Rezeption

### Kritiken

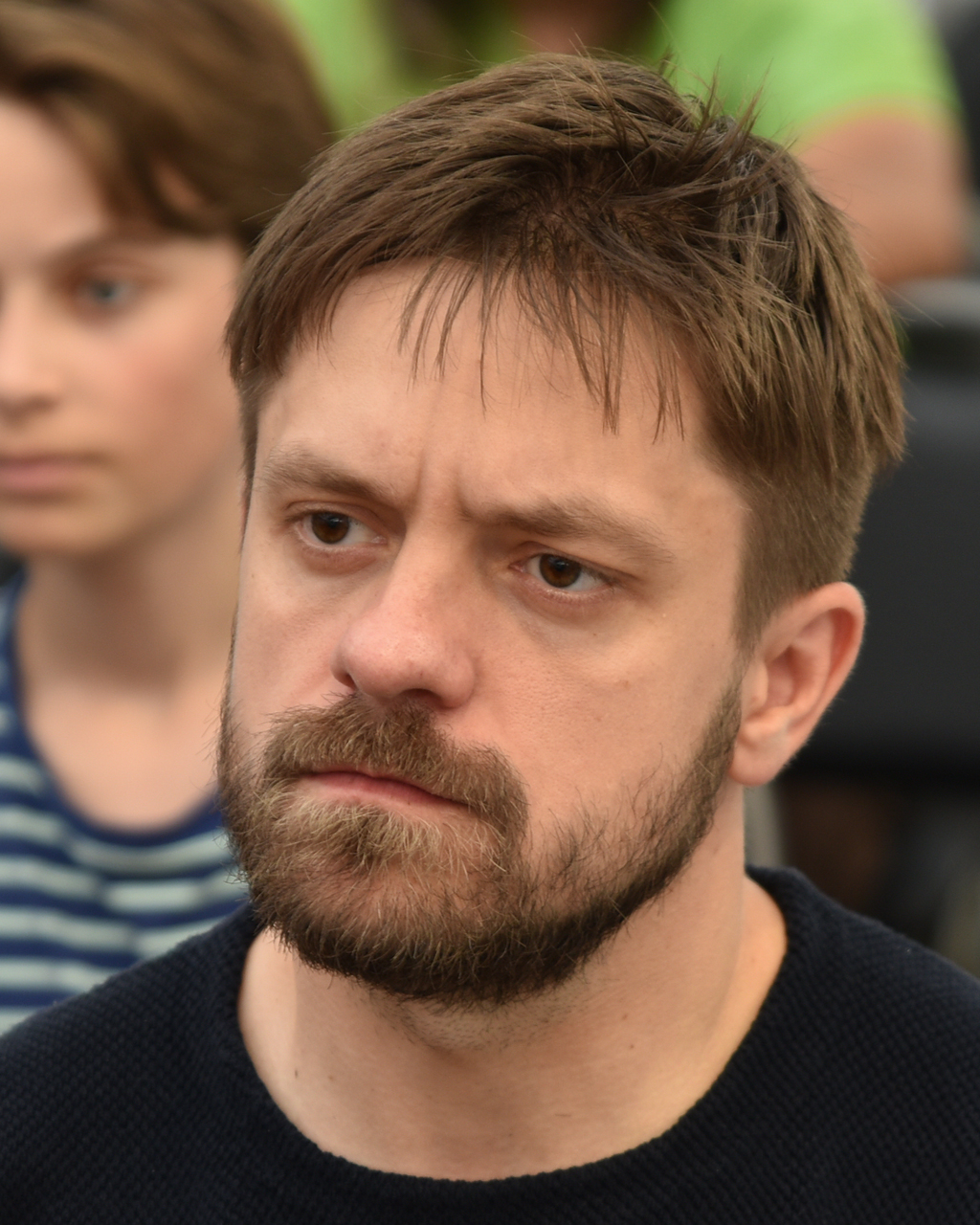
Regisseur Jiří Mádl

Jana Podskalská schreibt in ihrer Kritik in der tschechischen Tageszeitung Denik, besonders hervorzuheben sei das visuelle Konzept des Films, bei dem es dem Regisseur Jiří Mádl vor allem im dramatischen Finale mit den Panzern gelungen ist, farbige Archivaufnahmen mit den Filmaufnahmen zu verschmelzen, sodass man den Unterschied kaum bemerke. Man könne darüber streiten, ob er in seinem Drehbuch mit fiktiven Namen hätte arbeiten sollen, wenn er echte Redakteure in einen teilweise fiktiven Rahmen und zwischen fiktiven Charakteren platziert, aber am Ende tue das dem Ergebnis keinen Abbruch. Filmeditor Filip Malásek bringe durch seine brillante Arbeit gleichermaßen Spannung und Ruhe in die Geschicht.
Manuel Betancourt von Variety hebt in seiner Kritik den Filmschnitt von Filip Maláseks hervor, der ein spannendes Tempo aufweise und dafür sorge, dass sich der Spionagethriller wie eine tickende Zeitbombe entfalte. Katz-und-Maus-Jagdspiele bildeten die Bühne für die mutige Arbeit, die die Journalisten des Tschechoslowakischen Rundfunks geleistet haben. Die pulsierenden Rhythmen des Films, der sowohl mit Popsongs aus den 1960er Jahren als auch der Musik von Komponist Simon Goff unterlegt ist, ließen ihn wie eine packende John-Le-Carré-Geschichte wirken, und die Pressefreiheit sei hier kein bloßes abstraktes Konzept, sondern ein moralischer Imperativ, verkörpert von denen, die schwierige persönliche Entscheidungen treffen mussten, die sie in Konflikt mit Kollegen, Freunden und sogar der Familie bringen konnten. Indem Mádl diese Geschichte aus der Perspektive von Tomáš erzählt, lasse er die moralische Klarheit von Menschen wie Milan Weiner umso eindringlicher erscheinen. Der Film sei kein hagiografisches Porträt des Tschechoslowakischen Rundfunks als Leuchtfeuer des zivilen Widerstands, vielmehr ein fundiertes, humanistisches Werk darüber, wie schwierig es sein kann, angesichts des Autoritarismus moralische Entscheidungen zu treffen.

### Auszeichnungen
Vlny wurde von Tschechien als Beitrag für die Oscarverleihung 2025 als bester Internationaler Film eingereicht und später in eine 15 Titel umfassende Shortlist dieser Kategorie aufgenommen. Im Folgenden eine Auswahl von Nominierungen und Auszeichnungen.
Arras Film Festival 2024
- Nominierung im European Competition
- Auszeichnung mit dem Publikumspreis[25][26]

Český lev 2025

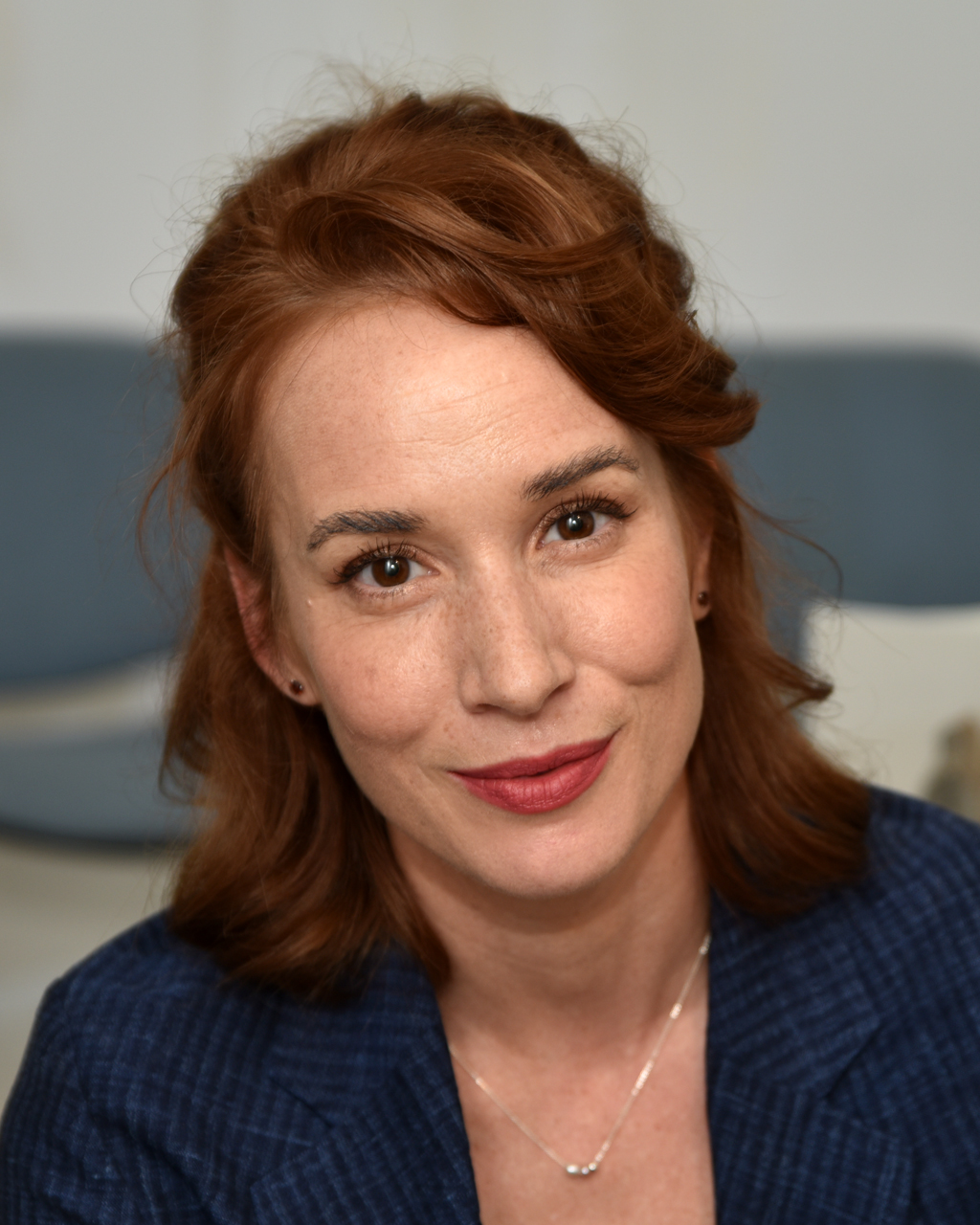
Táňa Pauhofová spielt die Journalistin Věra Šťovíčková

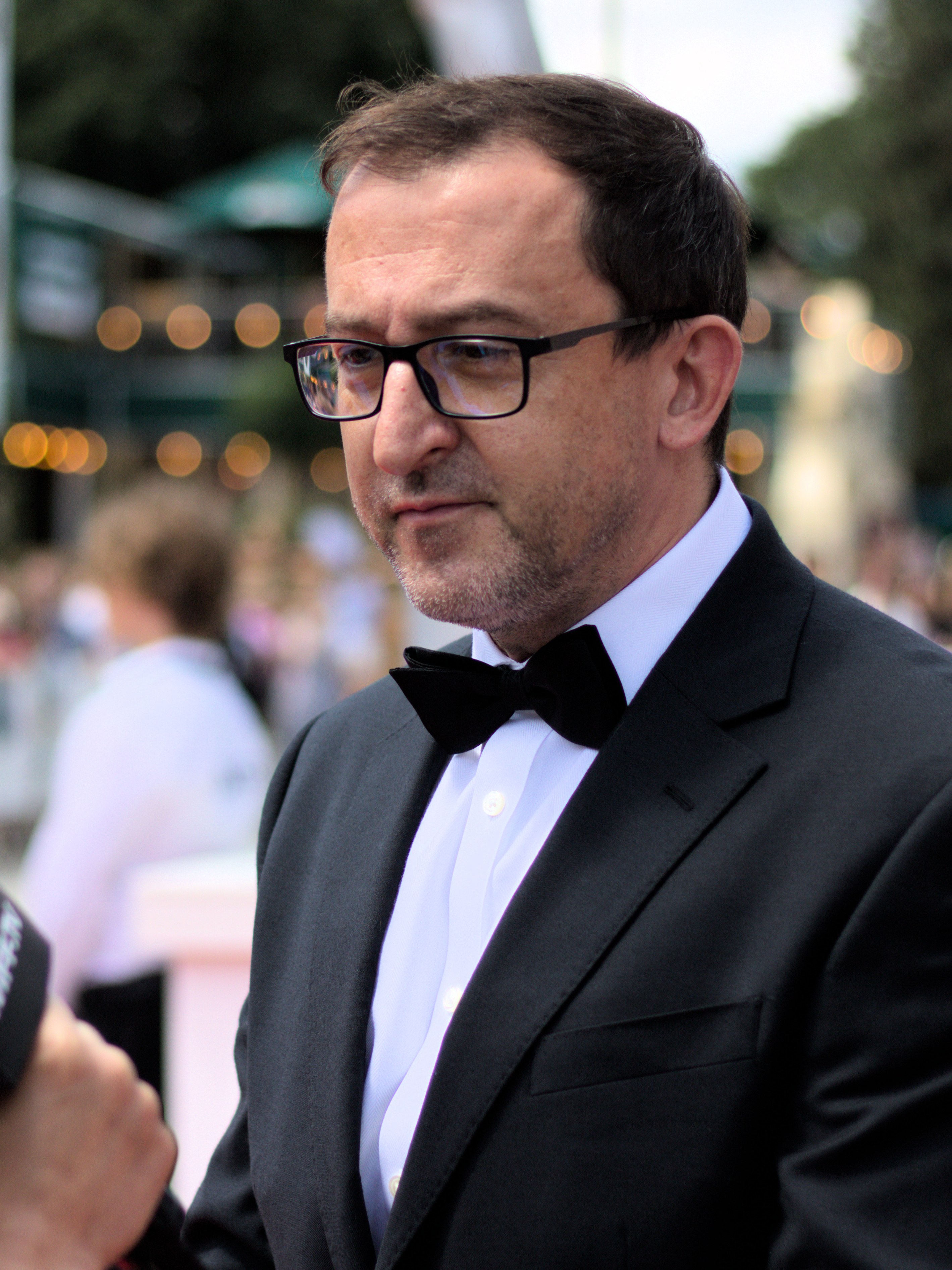
Martin Hofmann spielt Luboš Dobrovský

- Auszeichnung als Bester Film (Monika Kristl)
- Auszeichnung für die Beste Regie (Jiří Mádl)
- Auszeichnung für das Beste Drehbuch (Jiří Mádl)
- Nominierung als Bester Hauptdarsteller (Vojtěch Vodochodský)
- Auszeichnung als Beste Nebendarstellerin (Táňa Pauhofová)
- Nominierung als Bester Nebendarsteller (Martin Hofmann)
- Auszeichnung als Bester Nebendarsteller (Stanislav Majer)
- Nominierung für die Beste Kamera (Martin Žiaran)
- Nominierung für den Besten Schnitt (Filip Malásek)
- Nominierung für das Beste Bühnenbild (Petr Kunc)
- Nominierung für die Besten Kostüme (Katarína Štrbová Bieliková)
- Nominierung für das Beste Make-up und Hairstyling (Adéla Anděla Bursová)
- Auszeichnung für den Besten Ton (Viktor Ekrt)
- Nominierung für die Beste Musik (Simon Goff)
- Auszeichnung mit dem Film Fans’ Award (Jiří Mádl)[27][28]

CinÉast – The Central and Eastern European Film Festival 2024
- Auszeichnung mit dem Publikumspreis – Bester Spielfilm[29]

Cleveland International Film Festival 2025
- Auszeichnung im George Gund III Memorial Central and Eastern European Competition[30]

Internationales Filmfestival Karlovy Vary 2024
- Auszeichnung mit dem Právo-Publikumspreis (Jiří Mádl)[31]

Les Arcs Film Festival 2024
- Nominierung als Bester internationaler Film[32]

Miami Film Festival 2025
- Nominierung für den Marimbas Award[20]

Palm Springs International Film Festival 2025
- Nominierung als Bester internationaler Spielfilm[18]

Satellite Awards 2025
- Auszeichnung als Bester internationaler Film[33]